# Sembung (Narmada)
Sembung is een bestuurslaag in het regentschap West-Lombok van de provincie West-Nusa Tenggara, Indonesië. Sembung telt 3252 inwoners (volkstelling 2010).